# Ferdinando Salleo
Ferdinando Salleo (Messina, 2 ottobre 1936) è un diplomatico italiano; Segretario generale del Ministero degli Affari Esteri, dal 1994 al 1995, e Ambasciatore d'Italia in Russia e negli Stati Uniti.

## Biografia
Nato a Messina nel 1936 da una famiglia dell’aristocrazia terriera siciliana, Ferdinando Salleo è entrato nella carriera diplomatica italiana nel 1960, subito dopo essersi laureato in giurisprudenza all'Università di Roma. Ha prestato servizio prima a Parigi, poi come console generale aggiunto a New York, quindi a Praga. Nel 1972 è tornato negli Stati Uniti come consigliere d'ambasciata a Washington.
Successivamente ha prestato servizio come capo del dipartimento NATO nel gabinetto del ministro degli esteri, da cui è passato a Bonn come consigliere d'ambasciata.
Nel 1979 è stato nominato prima vice-direttore e poi (1985) direttore generale del Dipartimento per lo sviluppo e la cooperazione del Ministero degli Esteri.
Per la sua esperienza nelle politiche economiche e finanziarie ha esercitato il ruolo di rappresentante permanente dell'Italia all'OCSE e, nel 1986, all'Agenzia spaziale europea (ESA), per poi rientrare a Roma come direttore generale degli Affari economici. Dal 1989 al 1993 è stato ambasciatore italiano a Mosca, durante l'era Gorbačëv e il crollo dell'Unione Sovietica, succedendo a Sergio Romano. Successivamente è stato nominato direttore generale degli Affari politici, sinché ha raggiunto la più alta funzione diplomatica all'Interno del Ministero degli Affari Esteri, quella di Segretario generale del Ministero degli Affari Esteri con il ministro Antonio Martino.
Durante la sua segreteria ha stipulato un'intesa con gli Stati Uniti per il rilancio della missione ONU in Somalia, finalizzata al conseguimento della pace e ha condotto personalmente il negoziato tra Italia e Slovenia per la soluzione delle problematiche tra i due Stati, onde favorire l'ingresso di Lubiana nella UE. Come ultimo incarico diplomatico, dal 1995 al 2003 è stato ambasciatore a Washington, dove ha concluso a 66 anni la sua carriera.
Salleo è l'autore di uno studio di storia diplomatica sulla genesi dello Stato di Albania (1913-1914), che è stato pubblicato nel 2000 da Sellerio Editore e tradotto in albanese. È stato professore a contratto all'Università di Firenze e ordinario alla Libera università internazionale degli studi sociali Guido Carli (Luiss) di Roma; è stato inoltre componente di numerosi consigli d’amministrazione e, in particolare, Vice Presidente del Medio Credito Centrale (Gruppo Bancario Capitalia). Collabora per la pagina di politica estera de La Repubblica.
Dal 2015 al 2018 è stato vicepresidente del Gruppo Italiano della Commissione Trilaterale.